# Rhyacopsyche intraspira
Rhyacopsyche intraspira is een schietmot uit de familie Hydroptilidae. De soort komt voor in het Neotropisch gebied.